# Aimulosia australis
Aimulosia australis är en mossdjursart som beskrevs av Jullien 1888. Aimulosia australis ingår i släktet Aimulosia och familjen Buffonellodidae. Inga underarter finns listade i Catalogue of Life.